# Роберт VII, сеньор де Бетюн
Роберт VII Бетюнский (ок. 1201 — 12 ноября 1248, Сардиния) — французский дворянин из дома Бетюн в графстве Артуа, сеньор де Бетюн (1224—1248). Он служил рыцарем и военачальником во Фландрии и Англии, прежде чем унаследовал территории своей семьи во Франции и Нидерландах. Он присоединился к Седьмому крестовому походу, но умер по пути в Восточное Средиземноморье.

## Биография
Один из сыновей Вильгельма (Гийома) II Бетюнского (ум. 1214), сеньорад де Бетюна (1193—1214), и его жены Матильды Дендермонде (ум. 1224).
У Роберта не было надежды на большое наследство, поскольку его старший брат Даниэль (ум. 1226) унаследует титул сеньора де Бетюн в 1214 году. Поэтому он решил стать рыцарем при дворе графа Фердинанда Фландрского. Дом Бетюнов был одним из самых влиятельных семейств в графстве Артуа, который был фламандским феодальным владением, пока Фландрии не пришлось уступить его французскому наследнику Людовику, сыну Изабеллы де Эно. Граф Балдуин IX Фландрский уступил Артуа Изабелле де Эно по Пероннскому договору. Однако его зять Фердинанд проводил политику, направленную на восстановление Артуа. Это привело его к конфликту с французской королевской семьей. Эта борьба за власть разделила дом Бетюнов: отец и брат Роберта были верны французскому сюзерену, а Роберт встал на сторону Фландрии.
В 1213 году Роберт де Бетюн сопровождал графа Фердинанда в изгнании в Англию после того, как король Франции Филипп II Август вторгся во Фландрию. Позже в том же году он и граф Солсбери возглавили успешную атаку на французский флот в порту Дамме, тем самым предотвратив надвигающееся вторжение в Англию. В следующем году он участвовал в решающей битве при Бувине (27 июля 1214 г.). Король Филипп II выиграл битву и взял графа Фердинанда Фландрского в плен. Роберт попал в плен к французскому рыцарю, который освободил его после того, как Роберт пообещал заплатить выкуп . Эта история была записана анонимным хронистом, нанятый Робертом и написавший между 1220 и 1223 годами хронику о французских королях под названием Chroniques des rois de France et ducs de Normandie.
Даниэль Бетюнский умер бездетным в 1226 году, и Роберт унаследовал семейные владения (Бетюн, Ришбург, Варнетон и Дендермонде), а также наследственный пост адвоката аббатства Святого Вааста возле Арраса. В 1227 году граф Фердинанд был освобожден из тюрьмы. Он воздал должное французскому королю и выразил надежду вернуть Артуа.
В последующие годы Роберт де Бетюн, по-видимому, приблизился к французской короне. В 1236 году он назван гарантом Пероннского договора, что должно означать, что теперь он признал этот договор.
В 1248 году Роберт де Бетюн решил присоединиться к крестовому походу короля Франции Людовика IX Святого в Египет (Седьмой крестовый поход). Во время остановки на Сардинии по пути на Кипр он заболел и умер. Похоронен в Аррасе.

## Брак и дети
Роберт Бетюнский был женат на Элизабет Мориалмез. У него была дочь Матильда (ум. 8 ноября 1264). В 1246 году она вышла замуж за Ги Дампьера (1225—1305), который был родственником графов Фландрии и унаследовал графство в 1251 году. Поскольку у Роберта не было сыновей, Матильда и Ги также унаследовали Бетюн. Их сын Роберт III уступил Бетюн Франции в 1312 году.
Младшая линия дома Бетюн, происходящая от младшего брата Роберта Гийома III (ум. 1243), сохранилась до наших дней как сеньоры де Мёлебек.